# Kalamata (Band)
Kalamata ist eine deutsche instrumentale Stoner- und Psychedelic-Rock-Band aus Hildesheim.

## Geschichte
Kalamata wurde 2013 von Olly Opitz (Schlagzeug), Peter Jaun (E-Gitarre) und Maik Blümke (E-Bass) gegründet. Blümke und Opitz hatten vorher in Bands wie BM Stereo und Oka 18 gespielt. Später ersetzte Niki Hosseinian Maik Blümke am Bass. Der Bandname geht auf die Inschrift auf einer Olivendose aus Griechenland, die im Proberaum stand, zurück (s. Kalamata).
Im Jahr 2014 erschien ihr erstes Album namens You; 2017 folgte das zweite Album Disruption. Touren und Festivals führten Kalamata neben Deutschland unter anderem nach Tschechien, Griechenland, Polen, und in die Niederlande.

## Diskografie
- 2014: You (Pink Tank Records)[6][7]
- 2017: Disruption (Tonzonen Records)[8]